# Josephine Grima
Josephine Grima (Pietà, 24 luglio 1984) è una cestista maltese.

## Carriera
È stata la prima giocatrice maltese a giocare da professionista in Italia. Ha esordito in Italia con l'Acer Priolo nel campionato 2005-06, dove ha finito il campionato come vicecampionessa d'Italia. Scende quindi in Serie B d'Eccellenza con la Rainbow Catania, con cui totalizza una media di 10.73 punti. Nel 2009-'10 esordisce in Serie A2 con Pomezia. Dal 2010 è in forza alla Orlando Basket, compagine di Serie B Nazionale di Capo d'Orlando (Messina).

## Statistiche

### Presenze e punti nei club
Statistiche aggiornate al 24 luglio 2011
| Stagione        | Squadra              | Competizione | Partite | Partite | Partite | Statistiche tiro | Statistiche tiro | Statistiche tiro | Altre statistiche | Altre statistiche | Altre statistiche | Altre statistiche | Altre statistiche |
| Stagione        | Squadra              | Competizione | Pres.   | Titol.  | Minuti  | Tiri da 2        | Tiri da 3        | Liberi           | Rimb.             | Assist            | Rubate            | Stopp.            | Punti             |
| --------------- | -------------------- | ------------ | ------- | ------- | ------- | ---------------- | ---------------- | ---------------- | ----------------- | ----------------- | ----------------- | ----------------- | ----------------- |
| 2005-2006       | Acer Priolo          | Serie A1     | 12      | 0       | 59      | 27/64            | 0                | 5/15             | 38                | 1                 | 8                 | 1                 | 59                |
| '06-gen. '07    | Trogylos Priolo      | Serie A1     | 4       | 0       | 28      | 3/8              | 0                | 2/2              | 8                 | 1                 | 1                 | 1                 | 18                |
| gen. '07-'07    | Esso eDiesel Catania | Serie B1     | 15      |         |         |                  |                  |                  |                   |                   |                   |                   | 161               |
| 2007-2008       | Passalacqua Ragusa   | Serie B1     |         |         |         |                  |                  |                  |                   |                   |                   |                   |                   |
| 2008-2009       | Passalacqua Ragusa   | Serie B1     |         |         |         |                  |                  |                  |                   |                   |                   |                   |                   |
| 2009-2010       | RomaSistemi Pomezia  | Serie A2     | 28      | 14      | 488     | 40/93            | 0/3              | 17/27            | 110               | 0                 | 23                | 4                 | 97                |
| 2010-2011       | La Mia Valle Orlando | Serie B1     |         |         |         |                  |                  |                  |                   |                   |                   |                   |                   |
| Totale carriera |                      |              |         |         |         |                  |                  |                  |                   |                   |                   |                   |                   |

## Palmarès
- Medaglia d'oro nei Giochi dei Piccoli Stati d'Europa (GSSE) nel 2003.
- Medaglia d'argento negli Europei Divisione C nel 2004.
- Medaglia d'argento nei Giochi dei Piccoli Stati d'Europa (GSSE) nel 2005.
- All-star del Europei Division C nel 2006